# Mummu Sulci
I Mummu Sulci sono una struttura geologica della superficie di Ganimede.